# The Parent Trap (1961)
The Parent Trap (prt: As Duas Gémeas; bra: O Grande Amor de Nossas Vidas ou Operação Cupido) é um filme estadunidense de 1961, do gênero comédia romântica, dirigido por David Swift para a Walt Disney Productions Corporation, baseado no livro Das doppelte Lottchen, de Erich Kästner. 
Em 2013 foi exibido no Telecine.

## Sinopse
Duas garotas de 13 anos, Sharon e Susan, que moram na Califórnia e em Boston, conhecem-se em um acampamento de verão, descobrindo que são irmãs gêmeas, filhas de pais divorciados, que cresceram separadas, uma vivendo com o pai, e outra com a mãe.
As duas decidem, então, trocarem de lugar, para conhecer os pais e reuni-los novamente.

## Elenco
- Hayley Mills  ... Susan Evers / Sharon McKendrick
- Maureen O'Hara  ... Margaret 'Maggie' McKendrick
- Brian Keith  ... Mitch Evers
- Charles Ruggles  ... Charles McKendrick (como Charlie Ruggles)
- Una Merkel  ... Verbena
- Leo G. Carroll  ... rev. Mosby
- Joanna Barnes  ... Vicky Robinson
- Cathleen Nesbitt  ... Louise McKendrick
- Ruth McDevitt  ... srta. Inch
- Crahan Denton  ... Hecky
- Linda Watkins  ... Edna Robinson
- Nancy Kulp  ... srta. Grunecker
- Frank De Vol  ... sr. Eaglewood

## Sequências
Os Estúdios Disney produziram 3 sequências para a TV: The Parent Trap II (1986), The Parent Trap III (1989), e The Parent Trap IV: Hawaiian Honeymoon (1989). Em 1963, The Patty Duke Show, da ABC television sitcom, usou técnicas similares em uma série sobre duas adolescentes (personificadas por Patty Duke) com gêmeas de diferentes personalidades.[carece de fontes?]

## Prêmios e indicações
Oscar 1962
- Indicado
  - Melhor montagem/edição[5]
  - Melhor som[5]